# Orelanovke
Orelanovke (lat. Bixaceae), biljna porodica u redu sljezolike koja se sastoji od dvadesetak vrsta zeljastih biljaka, grmova i drveća unutar 4 roda. 

## Rodovi
1. Amoreuxia DC. = Cochlospermum Kunth
2. Bixa L.; sinonim: Orellana Kuntze
3. Cochlospermum Kunth; sinonim: Maximilianea Mart.
4. Diegodendron Capuron